# کلودیا چولاکیان
کلودیا چولاکیان (انگلیسی: Claudia Cholakian؛ زادهٔ ۲۸ ژوئیهٔ ۱۹۹۶) بازیکن فوتبال در پست مهاجم اهل استرالیا-ارمنستان است.

## تیم ملی
وی همچنین در تیم ملی فوتبال زنان ارمنستان بازی کرده‌است. 